# アンティグア・バーブーダの行政区画
アンティグア・バーブーダの行政区画（アンティグア・バーブーダのぎょうせいくかく）は、6つの教区（英語: Parish）と2つの属領区（英: Dependency）からなる。また各行政区画は行政機能のない280個の地区（英: District）に区分される。

## 概要
アンティグア・バーブーダは、主にアンティグア島と属領のバーブーダ島、レドンダ島の3島から成る国家である。地方行政制度は中央政府、地方政府の2層。連邦制度は採っていないが、属領には一定の自治権が付与されている。
- アンティグア島には6つの教区が設置されているが、議会などの行政機能は持っていない。統計ではセント・ジョン教区を、都市部（セントジョンズ市）と郊外部の2つに分割しており、7教区となっている。地方自治体に関する憲法上の規定はない[2]。
- バーブーダ島には1976年に制定された「バーブーダ地方自治体法」によって独自の地方議会であるバーブーダ議会が設置されている。地方行政制度における「地方政府」に該当するのは本議会のみとされる[2]。
- レドンダ島は現在無人島である。したがって地方政府等は一切設置されていない。1872年3月26日にアンティグア島のセント・ジョン教区へ編入されたが、1967年2月27日にアンティグア島の属領へ変更された[3][4]。

地区はレドンダ島を除くすべての行政区画に設置されているが、行政機能は持っておらずあくまで地理的な区分である。例えば国内第3の都市リベルタは6つの地区に区分されている。また国内第2の都市であるオール・セインツは複数の教区に跨っており、セント・ジョン教区に3地区、セント・ピーター教区に6地区、セント・ポール教区に2地区がそれぞれ所属している。国勢調査は地区を基に実施されている。

## 行政区画一覧
| 行政区画                 | 英語名              | 行政中心地                                    | 面積 (km2) | 人口 (2011年) | 人口 (2018年) | 地区数 | 地図 |
| ------------------------ | ------------------- | --------------------------------------------- | ---------- | ------------- | ------------- | ------ | ---- |
| セント・ジョン教区       | Saint John Parish   | セント・ジョンズ (Saint John's)               | 73.8       | 51,737        | 56,736        | 169    |      |
| セント・ジョージ教区     | Saint George Parish | パーハム注1 (Parham)                          | 23.9       | 8,055         | 8,817         | 22     |      |
| セント・ピーター教区     | Saint Peter Parish  | パーハム (Parham)                             | 32.9       | 5,325         | 5,706         | 17     |      |
| セント・フィリップ教区   | Saint Philip Parish | カーライル注2 (Carlisle)                      | 44.0       | 3,347         | 3,689         | 19     |      |
| セント・メアリー教区     | Saint Mary Parish   | ボランス (Bolans)                             | 59.0       | 7,341         | 8,141         | 20     |      |
| セント・ポール教区       | Saint Paul Parish   | イングリッシュ・ハーバー注3 (English Harbour) | 47.9       | 8,128         | 9,004         | 28     |      |
| バーブーダ島             | Barbuda             | コドリントン (Codrington)                     | 160.6      | 1,634         | -注4          | 5      |      |
| レドンダ島               | Redonda             | -                                             | 0.5        | 0             | -             | -      |      |
| アンティグア・バーブーダ | Antigua and Barbuda | セント・ジョンズ (Saint John's)               | 441.6      | 85,567        | 92,093注4     | 280    |      |

注釈
- 注1：ピゴッツとする場合がある。
- 注2：フリータウン（英語版）とする場合がある。
- 注3：ファルマス（英語版）とする場合がある。なお出典にある「ネルソンズ・ドックヤード」はイングリッシュ・ハーバーにある歴史的施設（世界遺産）である。
- 注4：バーブーダ島は2017年のハリケーン・イルマによって壊滅的被害を受け、住民の大多数が島外へ避難していたため欠測となっている。

- 2011年の人口は国勢調査の最終結果の値。資料によっては暫定値といった別の値が用いられることがある。
- 2018年の人口は推定値である。